# Mariano Enrique Calvo
Pour les articles homonymes, voir Calvo, Banda et Cuéllar (homonymie).
Mariano Enrique Calvo de la Banda y Cuéllar (18 juillet 1782, Chuquisaca — 1842, Cochabamba) est un homme d'État bolivien, président de la Bolivie en 1841.

## Biographie
Cuellar naît le 18 juillet 1782 à Sucre, en Bolivie. Il étudie à l'université de San Francisco Xavier d'où il sort avec un diplôme d'avocat.
Mariano Calvo est un royaliste, il devient même le président du Cabildo (assemblée municipale coloniale) en 1818. Il change ensuite de camp et se distingue dans les années 1830 comme un partisan, un collaborateur et un membre du cabinet d'Andrés de Santa Cruz. Il accède au poste de ministre des Affaires étrangères.
Il devient ensuite vice-président de la partie bolivienne de la Confédération péruvio-bolivienne, encore une fois sous Santa Cruz qui est président de la Bolivie et protecteur suprême de la Confédération à Lima. De fait, la gestion des affaires courantes boliviennes incombent à Calvo.
À la démission de Sebastián Ágreda en 1841 le Congrès est appelé. Sebastián Ágreda voulait revenir à une constitution et laisse le contrôle de l'état à Calvo, en tant que Vice-Président de la Bolivie sous Santa-Cruz. Calvo est donc considéré comme le premier président de la Bolivie civil. Il a cependant des difficultés à diriger le pays avec les militaires divisés entre les pro-Velasco et les pro-Santa Cruz. Le pays est au bord de la guerre civile avec plusieurs régions du pays sous contrôle militaire et la menace d'une invasion péruvienne.
L'invasion péruvienne a finalement lieu en août 1841, invasion probablement stimulée par l'apparence de chaos et de faiblesse de La Paz. Mettant le sort du pays entre les mains des militaires, Calvo ne peut qu'espérer un miracle qui arrive lorsque le général José Ballivián, chef de l'armée bolivienne, bat les forces péruviennes lors de la bataille d'Ingavi où le président péruvien Agustin Gamarra est fait prisonnier puis est plus tard exécuté par Ballivián. À la suite de cette victoire, Calvo ne peut qu'accepter lorsque le Congrès nomme Ballivián, le héros du moment, président général provisoire, une fois encore dans l'attente d'un retour possible de Marshall Santa Cruz. Il aura été président du 9 juillet 1841 au 27 septembre 1841.
Calvo décède une année plus tard à Cochabamba le 29 juillet 1842.
Calvo est le premier originaire de la capitale bolivienne La Plata/Chuquisace (plus tard renommée en Sucre) à être président.